# AG-41
La autovía AG-41 o Autovía de Salnés es una autovía autonómica de la Junta de Galicia que transcurre entre Portela y Sangenjo con el proyecto previsto del desdoblamiento de la actual vía para automóviles VG-4.1 entre Sangenjo y la playa de la Lanzada. Anteriormente era la vía rápida VG-4.1, una vía para automóviles limitada a 100 km/h en todo el trayecto. Desde el año 1993 hubo grandes incidentes por su peligrosidad. Consta de unos 18,8 kilómetros de longitud, la velocidad limita a 120 km/h y cuenta 3 viaductos, 7 enlaces y las cabinas de peaje de Portela con la autopista AP-9.

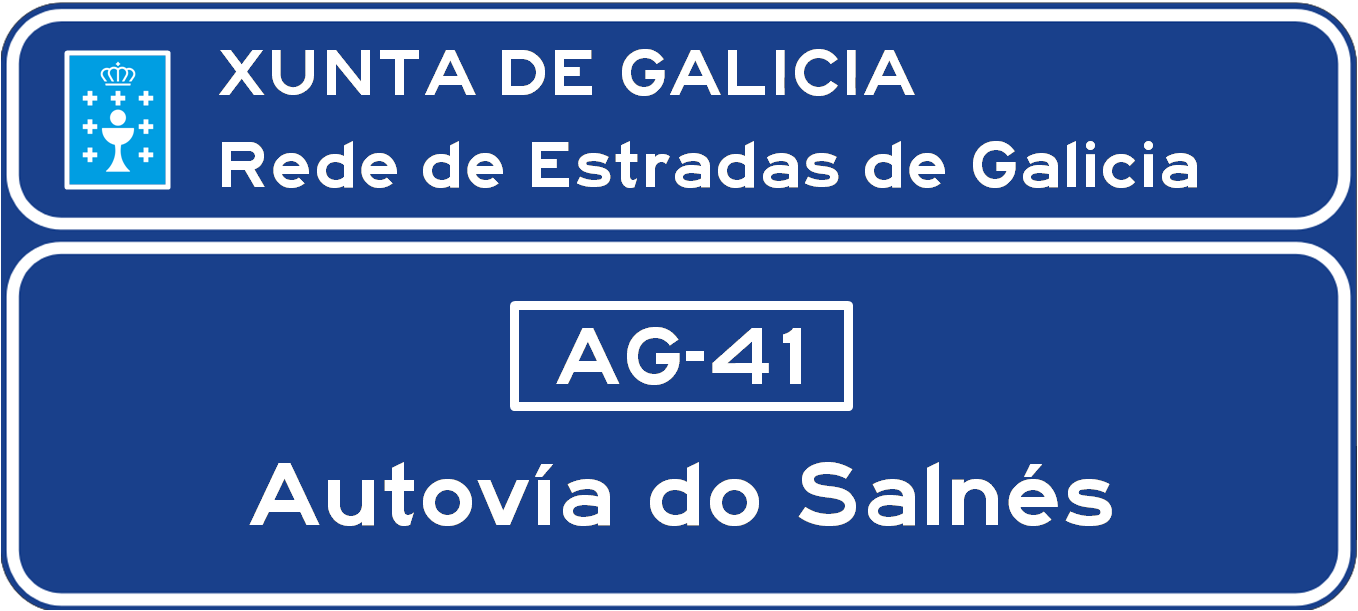
Señal de confirmación de la autovía de Salnés AG-41.

## Historia
Los 3 primeros tramos de la VG-4.1 iniciaron las obras, a principios del año 1992 (tramos: Curro-Barrantes, Barrantes-Meaño y Meaño-Sangenjo) y fue inaugurado en junio de 1993 sin la conexión con la autopista AP-9. 3 meses después de esta inauguración, inauguraron la conexión con la AP-9 desde el enlace de Curro, en septiembre de 1993. En diciembre de 1999 fue inaugurado el último tramo, entre Sangenjo y la Playa de la Lanzada.
En mayo de 2006 se puso la primera piedra y se iniciaron las primeras obras del desdoblamiento de la vía rápida. El primer tramo se puso en servicio de forma parcial de unos 7 kilómetros, el 2 de julio de 2008 y no hasta unas dos semanas después, oficialmente ha sido inaugurado el desdoblamiento de la antigua vía rápida, el 22 de julio de 2008, en el tramo entre Curro y Sangenjo. El último tramo con la conexión a la AP-9, de unos 2 kilómetros, había reformado el trayecto en tener una vía más paralela y suprimida la curva, fue puesto en servicio el 29 de junio de 2012 y el Nudo de Curro fue puesto en servicio el 11 de agosto de 2012.
En la actualidad, tras el proyecto paralizado en el año 2012 del desdoblamiento de la VG-4.1 entre Sangenjo y la playa de La Lanzada se ha planteado la conversión de la carretera 2+1 en lugar de la autovía y hasta ahora, no hay avances de la actualización de nuevo proyecto del desdoblamiento.

## Tramos
| Denominación | Tramo | Kilómetros | Año servicio / Estado (2025)                                 |
| ------------ | --- | ---------- | ------------------------------------------------------------ |
| AG-41        | AP-9 Portela - PO-531 PO-300 Curro Tramo original VG-4.1 Tramo completo Nudo de Curro PO-531 PO-300                                                                        | 1,6 2 -    | 1993 2012                                                    |
| AG-41        | PO-531 PO-300 Curro - VG-4.1 PO-504 Seixal Tramo original VG-4.1 Tramo parcial: PO-531 PO-300 Curro - VG-4.2 Os Coutos Tramo completo: PO-531 PO-300 Curro - VG-4.1 Seixal | 19 7 17    | 1993 1 carril por sentido: 2008 2 carriles por sentido: 2008 |
|              | VG-4.1 PO-504 Seixal - PO-308 A Lanzada | 6,7        | Proyecto caducado (pendiente actualización nuevo proyecto)   |

## Salidas
| Velocidad                                           | Esquema | Salida | Sentido Seixal (VG-4.1)                                                                | Carriles | Sentido Portela (AP-9) | Carretera | Notas |
| --------------------------------------------------- | ------- | ------ | -------------------------------------------------------------------------------------- | -------- | --- | --------- | ----- |
|                                                     |         |        | Comienzo de la Autovía de Salnés AG-41 Procede de: AP-9 Portela                        |          | Fin de la Autovía de Salnés AG-41 Incorporación final: AP-9 Dirección final: E-1 AP-9 Santiago de Compostela E-1 AP-9 Pontevedra | E-1 AP-9  |       |
|                                                     |         |        | Peaje AP-9 de Portela                                                                  |          | Peaje AP-9 de Portela | E-1 AP-9  |       |
|                                                     |         | 1      | PO-531 PO-300 Mosteiro Meis Villagarcía de Arosa                                       |          | PO-531 Villagarcía de Arosa Pontevedra                                                                                           | PO-531    |       |
|                                                     |         | 3      | PO-300 Mosteiro Meis                                                                   |          | PO-300 Mosteiro Meis | PO-300    |       |
|                                                     |         | 7      | EP-9402 San Martín \| estación de servicio Estación de servicio Galp Meis \|           |          | EP-9402 San Martín | EP-9402   |       |
|                                                     |         | 9      | VG-4.2 Ribadumia Cambados Villanueva de Arosa Isla de Arosa Villagarcía de Arosa       |          | VG-4.2 Ribadumia Cambados Villanueva de Arosa Isla de Arosa Villagarcía de Arosa                                                 | VG-4.2    |       |
|                                                     |         |        | viaducto regato de Fofán 209 metros                                                    |          | viaducto regato de Fofán 221 metros                                                                                              |           |       |
|                                                     |         |        | viaducto regato de Fondón 55 metros                                                    |          | viaducto regato de Fondón 57 metros                                                                                              |           |       |
|                                                     |         |        | viaducto de Picón 241 metros                                                           |          | viaducto de Picón 251 metros |           |       |
|                                                     |         | 14     | Meaño Dena                                                                             |          | Meaño Dena |           |       |
|                                                     |         | 17     | parque empresarial de Nantes                                                           |          | parque empresarial de Nantes |           |       |
|                                                     |         | 19     | PO-504 Sangenjo Portonovo Villalonga                                                   |          | |           |       |
|                                                     |         |        | Fin de la Autovía de Salnés AG-41 Dirección final: VG-4.1 El Grove Playa de la Lanzada |          | Inicio de la Autovía de Salnés AG-41 Procede de: VG-4.1 Seixal                                                                   | VG-4.1    |       |
|                                                     |         |        | Pendiente de proyecto Tramo: Sangenjo-Playa de La Lanzada                              |          | Pendiente de proyecto Tramo: Sangenjo-Playa de La Lanzada                                                                        |           |       |
| estación de servicio Estación de servicio Galp Meis |         |        |                                                                                        |          | |           |       |